# Microcharon teissieri
Microcharon teissieri is een pissebed uit de familie Lepidocharontidae. De wetenschappelijke naam van de soort is voor het eerst geldig gepubliceerd in 1950 door Levi.